# Michèle Perrein

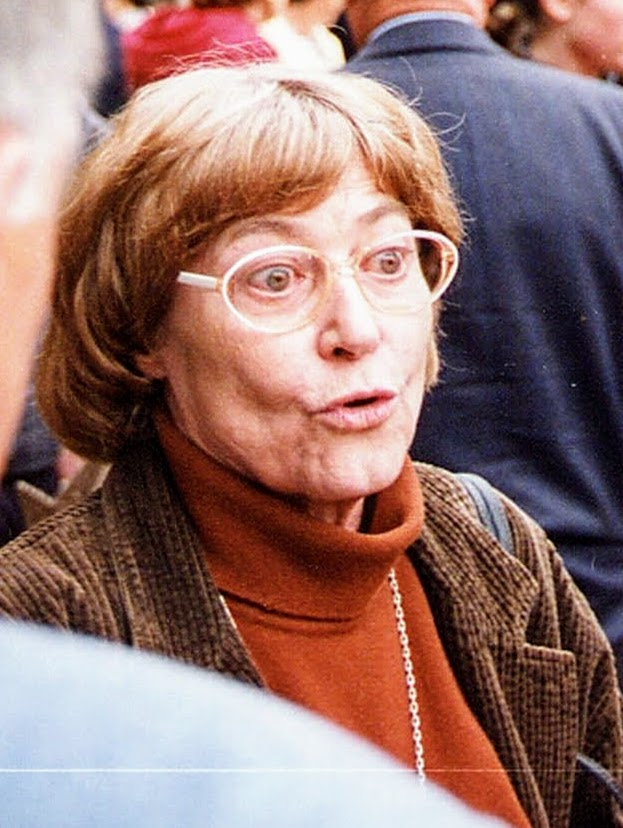
Michèle Perrein (2000)

Michèle Perrein (* 30. Oktober 1929 in La Réole; † 13. Februar 2010 ebenda) war eine französische Schriftstellerin.

## Leben
Michèle Perrein studierte vorübergehend Rechtswissenschaft in Bordeaux, ging dann nach Paris in den Journalismus und veröffentlichte ab dem Alter von 26 Jahren über mehr als 30 Jahre 17 Romane und 2 Theaterstücke. Die beiden ersten Romane sowie die Stücke wurden ins Deutsche übersetzt. Mehrere Romane erhielten Preise. 1985 war sie Jury-Präsidentin des Prix du Livre Inter. Der Roman La Flemme (1961) erwuchs aus der Zusammenarbeit mit Henri-Georges Clouzot für den Film Die Wahrheit.
Michèle Perrein, die bis zur Trennung mit Jacques Laurent verheiratet war und zahlreiche Reisen um die Welt unternahm, verfocht einen radikalen Feminismus und eine „Entkolonialisierung aller Unterdrückten“.

## Werke

### Roman
- La Sensitive. Julliard, Paris 1956. 2. Auflage unter dem Titel La Sensitive ou l'Innocence coupable. Grasset, Paris 1986. (Prix des Quatre-Jurys der Académie française 1957).
  - (deutsch) Ein Mädchen mit Namen Odile. Roman. Claassen, Hamburg 1958. Heyne, München 1962. (übersetzt von Mareile und Kuno Raeber)
- Le Soleil dans l'oeil. Julliard, Paris 1957.
  - (deutsch) Geblendet vom Licht der Liebe. Roman. Cotta, Stuttgart 1960. (übersetzt von Helga Treichl)
- Barbastre. Julliard, Paris 1960.
- La flemme. Julliard, Paris 1961.
- Le cercle. Julliard, Paris 1962.
- Le petit Jules. Julliard, Paris 1965.
- La chineuse. Julliard, Paris 1968.
- M'oiselle S. Julliard, Paris 1970.
- La partie de plaisir. Roman. Flammarion, Paris 1971.
- Le buveur de Garonne. Roman. Flammarion, Paris 1973. (Prix des Libraires 1974)
- Le Mâle aimant. Julliard, Paris 1975.
- Gemma lapidaire. Roman. Flammarion, Paris 1976.
- Entre chienne et louve. Grasset, Paris 1978.
- Comme une fourmi cavalière. Roman. Grasset, Paris 1980.
- Ave Cæsar. Rencontre avec Adam Thalamy. Grasset, Paris 1982.
- Les Cotonniers de Bassalane. Roman. Grasset, Paris 1984. (Prix Interallié 1984)
- La Margagne. Roman. Grasset, Paris 1989.

### Theater
- L'hôtel Racine. Comédie en 3 actes. 1966.
  - (deutsch) Hotel Racine. Schauspiel in drei Akten. Desch, Wien 1966. (übersetzt von Widulind Clerc-Erle)
- Un samedi. Deux femmes. Julliard, Paris 1968.
  - (deutsch) Ein Sonntag, zwei Frauen. Ein Stück. Desch, München 1966. (übersetzt von Widulind Clerc-Erle)